# 大隈鉄二
大隈 鉄二 (おおくま てつじ、1929年 - 2021年3月23日) は、日本の政治活動家。日本労働党中央委員会議長。

## 生涯
佐賀県出身。国鉄勤務中に労働運動に参加する。1949年、日本共産党に入党。しかし連合国軍最高司令官総司令部のレッドパージにより失職。共産党の専従活動家となった。1966年8月には神埼町（現・神埼市）議会議員選挙に共産党公認で立候補するも落選。その後は佐賀県東部地区神埼細胞長、佐賀県委員会准委員、佐賀県東部地区委員長として活動していたが、1966年に文化大革命が中国で勃発するとこれを支持する姿勢を見せたため1967年2月28日付で所属していた佐賀県東部地区神埼細胞から除名された。
その後、日本共産党（左派）全国協議会結成に参加するが、日本共産党山口県委員会（左派）の福田正義が共産党61年綱領について「議会主義を中心とする修正主義の誤りはあるものの、『敵の規定』、『統一戦線の性格』『革命の性格』の革命三原則は正しい」と主張したため、大隈ら佐賀県左派はこれに反対する立場をとった。
その後、「日共革命的左派」を結成。同時期に「日本共産党（革命左派）神奈川県委員会」の非主流派と合併し、党名を「日共革命左派九州党」に改称。「日共革命左派神奈川県委員会」が実力闘争を展開してこそ、組織が建設されるという「実踐主義」の立場を取ったのに対し、大隈ら「日共革命左派九州党」は組織体制や革命綱領を確立を優先し、日中国交回復運動を柱として活動した。その後、関東、関西にも組織を拡大。1972年8月には同じく共産党から除名された安斉庫治らの「日本共産党再建準備委員会」、原田長司らの「日本共産党(マルクス・レーニン主義)山口県委員会」の三者で「前衛党建設をめざすマルクス・レーニン主義者全国委員会」を結成するが、まもなく崩壊した。同年9月、日共革命左派九州党の全国委員会を結成し、全国組織としての基礎を確立。
1974年、「共産主義者同盟マルクス・レーニン主義派」の流れをくむ活動家、一部の社会党員らが合流し日本労働党を結成。中央委員会議長に就任。その後は選挙活動を軸足に活動を展開したほか「自主・平和・民主のための広範な国民連合」結成に尽力した。2021年死去。

## 著書
- 『21世紀へもう一つの選択 : 一九九七年を語るー大隈鉄二議長』（日本労働党中央委員会）
- 『深まる世界の危機問われる日本の進路』（日本労働党中央委員会）
- 『大隈鐵二論文選 : 冷戦後の世界と日本、社会主義を語る』上下巻（労働新聞社）